# Terremoto de Cebú de 2012
El terremoto de Cebú de 2012 fue un sismo ocurrido a las 11:49:16 hora local (03:49:16 UTC) del 6 de febrero de 2012 que alcanzó los 6,7 grados en la escala de magnitud de momento y el grado IX en la escala de Mercalli. El epicentro se ubicó en el centro de Filipinas, específicamente en la región de Cebú. El terremoto mató a al menos 113 personas. Además se reportaron daños en 9 edificios y varios deslizamientos de tierra.

## Tsunami
El gobierno de Filipinas emitió una advertencia de tsunami para las costas centrales del país debido al terremoto. El aviso también fue emitido por el Global Disaster Alert and Coordination System de la ONU y la Unión Europea.

## Víctimas
Según fuentes gubernamentales, 113 personas murieron producto del terremoto incluidos dos niños. 29 de esas 113 murieron producto de un derrumbe de tierra en la ciudad de Guihulngan, un niño murió tras caerle un muro encima, mientras que 4 personas fallecieron en Tayasan.